# Mycaranthes
Mycaranthes är ett släkte av orkidéer. Mycaranthes ingår i familjen orkidéer.

## Bildgalleri

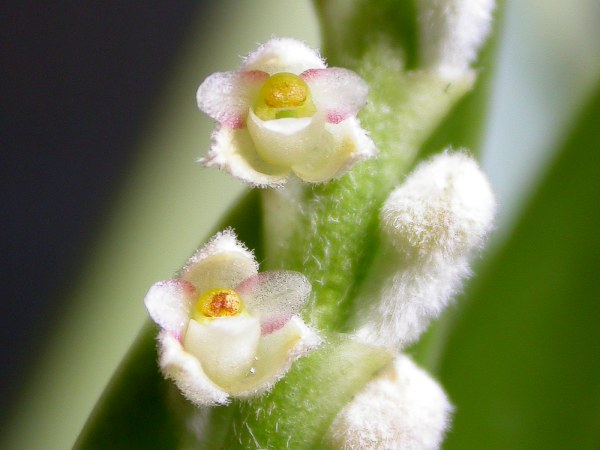

## Dottertaxa tillMycaranthes, i alfabetisk ordning[1]
- Mycaranthes anceps
- Mycaranthes candoonensis
- Mycaranthes citrina
- Mycaranthes clemensiae
- Mycaranthes davaensis
- Mycaranthes depauperata
- Mycaranthes floribunda
- Mycaranthes forbesiana
- Mycaranthes gigantea
- Mycaranthes hawkesii
- Mycaranthes lamellata
- Mycaranthes latifolia
- Mycaranthes leonardoi
- Mycaranthes leucotricha
- Mycaranthes lobata
- Mycaranthes longibracteata
- Mycaranthes merguensis
- Mycaranthes mindanaensis
- Mycaranthes monostachya
- Mycaranthes nieuwenhuisii
- Mycaranthes obliqua
- Mycaranthes oblitterata
- Mycaranthes padangensis
- Mycaranthes pannea
- Mycaranthes rhinoceros
- Mycaranthes schistoloba
- Mycaranthes sonkaris
- Mycaranthes stenophylla
- Mycaranthes tjadasmalangensis
- Mycaranthes tricuspidata
- Mycaranthes vanoverberghii